# Dessalinitzadora de la Tordera
La Dessalinitzadora de la Tordera fou inaugurada el 2002 i ubicada dins del terme municipal de Blanes, és la primera dessalinitzadora de Catalunya. La seva construcció tenia dos objectius: per una banda, garantir el bon estat de l'aqüífer de la Tordera a fi de garantir la qualitat de la seva aigua i evitar-ne la sobreexplotació, i per l'altra, garantir el subministrament de diversos municipis de l'Alt Maresme i del sud de la Selva.